# Joseph Wortis
Joseph Wortis (ur. 2 października 1906, zm. 22 lutego 1995 w Nowym Jorku) – amerykański lekarz psychiatra, redaktor czasopisma „Biological Psychiatry”, profesor State University of New York.

## Życiorys
Wortis studiował medycynę w Nowym Jorku, Wiedniu i Londynie, był studentem Havelocka Ellisa, odbył też czteromiesięczną terapię u Sigmunda Freuda. Podczas studiów w Wiedniu zapoznał się z techniką śpiączek insulinowych wprowadzoną przez Manfreda Sakla i upowszechnił tę metodę w Stanach Zjednoczonych. Po wojnie wyjeżdżał do Związku Radzieckiego i nauczył się rosyjskiego, co umożliwiło mu opublikowanie książki Soviet Psychiatry. Z tego powodu jego sprawę badała w 1953 roku Podkomisja Senatu Stanów Zjednoczonych ds. Bezpieczeństwa Wewnętrznego. Związany między innymi z Johns Hopkins School of Medicine, Columbia University College of Physicians and Surgeons, New York University School of Medicine.

## Wybrane prace
- Fragments of an Analysis With Freud. New York: Simon and Schuster, 1954
- Soviet Psychiatry. Baltimore: Williams and Wilkins, 1953